# ジェリー・ブラックウェル
"クラッシャー" ジェリー・ブラックウェル（"Crusher" Jerry Blackwell、1949年4月26日 - 1995年1月22日）は、アメリカ合衆国のプロレスラー。ジョージア州ストーン・マウンテン出身。
"The Man Mountain from Stone Mountain" の異名を持つ巨漢レスラーとして、アメリカではAWA、日本では全日本プロレスを主戦場に活躍した。

## 来歴
ジノ・ブリットのコーチを受け、1974年にプロレスラーとしてデビュー。地元のジョージアやフロリダなどNWAの南部テリトリーを転戦後、1976年よりクラッシャー・ブラックウェル（Crusher Blackwell）のリングネームでニューヨークのWWWFに登場。巨漢の若手ヒールとして、バグジー・マグローとのタッグなどで頭角をあらわし、アーニー・ラッド、スパイロス・アリオン、イワン・コロフのパートナーにも起用された。
1977年には中西部のNWAセントラル・ステーツ地区に参戦、バック・ロブレイと組んで10月に中西部版のNWA世界タッグ王座を獲得、ブラック・アンガス&ロン・スターやマイク・ジョージ&スコット・ケーシーなどのチームとタイトルを争い、戴冠中の10月25日にはハーリー・レイスのNWA世界ヘビー級王座に挑戦した。1978年の2度目のNYサーキットでは、11月18日にフィラデルフィアにてボブ・バックランドのWWWFヘビー級王座に挑戦している。
1979年はロン・フラーが主宰していたサウスイースタン・チャンピオンシップ・レスリングに進出。ジ・インベーダー（ボブ・オートン・ジュニア）とディック・スレーターをパートナーに、サウスイースタン・タッグ王座を2度獲得している。その後、1980年よりAWAに登場し、ビッグ・ジョン・スタッドとの巨漢コンビなどで活動。1981年下期にはジェシー・ベンチュラ&アドリアン・アドニスのイースト・ウエスト・コネクションと悪役トリオを結成して、当時AWAで人気沸騰中だったハルク・ホーガンと抗争を展開。ホーガンの助っ人としてAWAに参戦してきたアンドレ・ザ・ジャイアントも巻き込み、スーパーヘビー級の肉弾戦を繰り広げた。
並行してNWA圏にも転戦し、1983年4月15日、ミズーリ州セントルイスのキール・オーディトリアムにてケリー・フォン・エリックからミズーリ・ヘビー級王座を奪取。1か月後にハーリー・レイスに敗れ短命王者となったが、1984年11月16日にレイスから奪回に成功。翌年8月に再びレイスに奪還されるまで、当時のNWAの実質的なナンバー2タイトルである同王座を保持した。同時期、リック・フレアーが保持していたNWA世界ヘビー級王座にも度々挑戦している。
その間、AWAでは悪徳マネージャーのシーク・アドナン・アル＝ケイシーに感化され、アラブ人ギミックへの変身を果たした。シーク・アヤトーラ・ブラックウェル（Sheik Ayatollah Blackwell）を名乗り、ローレンス・オブ・アラビアことケン・パテラと偽アラブ人コンビ「ザ・シークス」を結成。1983年6月26日、グレッグ・ガニア&ジム・ブランゼルのハイ・フライヤーズを破りAWA世界タッグ王座を獲得する。同王座は翌1984年5月6日にザ・クラッシャー&バロン・フォン・ラシクに奪われるが、リック・マーテル&ディノ・ブラボー、ジェリー・ローラー&ブラックジャック・マリガンなどのチームを相手に1年間近く防衛を続けた。王座転落後にパテラがWWFに移籍してからは、中東ギミックの先達アブドーラ・ザ・ブッチャーとも一時的にタッグを組んでいる。
1984年下期、バトルロイヤルでのブッチャーとの同士討ちによる仲間割れを機に、マネージャーのアドナンと決別してベビーフェイスに転向。リングネームも本名のジェリー・ブラックウェル（Jerry Blackwell）に戻し、子供たちのヒーロー的存在となる。1985年にはWWFから移籍してきたサージェント・スローターとのコンビでロード・ウォリアーズやファビュラス・フリーバーズ、アドナン率いる反米軍団（ミスター・サイトー、キング・トンガ、マスクド・スーパースター）などと抗争。1986年には当時スタン・ハンセンが保持していたAWA世界ヘビー級王座にも再三挑戦した。
WWF移籍の噂が何度となくあったが、その後も一貫してAWAに定着、体調を崩して1980年代後半からは試合出場を控えるようになったものの、末期までAWAを支え続けた。1989年の引退後は地元のジョージアにて、インディー団体サザン・チャンピオンシップ・レスリングのプロモート業に携わっていた。
1994年12月に自動車事故に遭い、翌1995年1月22日、事故に起因する肺炎の合併症により45歳で死去。晩年は糖尿病、痛風、壊疽など、健康上の諸問題を抱えていたという。

### 日本での活躍
1970年代後半にWWWFのリングに上がっていたが、当時WWWFと提携していた新日本プロレスに来ることはなく、日本には1977年1月の初来日以来、全日本プロレスの常連外国人として通算7回に渡って来日している。2回目の来日となる1979年秋には、10月22日に長野にてジャンボ鶴田のユナイテッド・ナショナル・ヘビー級王座に挑戦した（同時期、11月開幕の国際プロレス『デビリッシュ・ファイト・シリーズ』への出場が予定され、シリーズのポスターに顔写真も掲載されたが参戦中止となっている）。
1984年9月3日には、ジャイアント馬場の返上で空位となっていたインターナショナル・タッグ王座の新王者チーム決定戦にブルーザー・ブロディのパートナーとして出場、鶴田&天龍源一郎に敗れるが、この試合は鶴龍コンビが初戴冠を果たしたメモリアルマッチとなった。1985年6月にはNWAミズーリ・ヘビー級王者として来日したが、防衛戦は行われていない。最後の来日となった1988年11月には、フィル・ヒッカーソンと組んで世界最強タッグ決定リーグ戦に参加。このときは川田利明のキック攻撃に激昂し、試合後に控え室へ殴り込む一幕も見られたという。
エース級の存在ではなかったものの、そのボリューム満点の体型から繰り出す肉弾攻撃は観客を大いに沸かせ、身長と体重の公称サイズが同じ（180cm、180kg）というインパクトも手伝ってプロレスファンの認知度は高かった。また、アンコ型の巨漢ながらドロップキックをこなすなど、1980年代後半にバンバン・ビガロが登場するまではキラー・トーア・カマタと並んで「動けるデブ」の代表格だった。

## 得意技
- ビッグ・スプラッシュ
- エルボー・ドロップ
- ドロップキック
- ヘッドバット

## 獲得タイトル
セントラル・ステーツ・レスリング
- NWA世界タッグ王座（セントラル・ステーツ版）：1回（w / バック・ロブレイ）[4]

サウスイースタン・チャンピオンシップ・レスリング
- NWAサウスイースタン・タッグ王座：2回（w / ジ・インベーダー、ディック・スレーター）[8]

セントルイス・レスリング・クラブ
- NWAミズーリ・ヘビー級王座：2回[11]

アメリカン・レスリング・アソシエーション
- AWA世界タッグ王座：1回（w / ケン・パテラ）[13]

コンチネンタル・レスリング・アソシエーション
- CWAスーパーヘビー級王座：1回[23]